# Crêpe de Zeldovitch
La notion théorique de crêpe de Zeldovitch se rapporte à une condensation gazeuse issue d’une fluctuation de la densité primordiale ayant suivi le Big Bang. En 1970, Iakov Zeldovitch montra que pour un ellipsoïde gazeux d’échelle supergalactique, on pouvait recourir à une approximation permettant de modéliser que l’effondrement de la matière se produit plus rapidement selon le petit axe, ce qui donne la forme résultante d’une crêpe.
Cette approximation suppose que l’ellipsoïde gazeux est suffisamment grand pour que l’effet de la pression soit négligeable et qu’il suffise de considérer l’attraction gravitationnelle. C’est-à-dire que l’effondrement du gaz n’est pas perturbé par une pression extérieure significative. Cette supposition est valable spécialement si l’effondrement s’est produit avant l’ère cosmologique de la recombinaison qui a résulté de la formation des atomes d’hydrogène.
En 1989, Zeldovitch et S. F. Shandarin ont montré que le dépassement initial de la densité de fluctuation de champs gaussiens aléatoires a pour résultat une « crêpe dense, des filaments et un agglomérat compact de matière. ». Ce modèle est connu sous le nom de modèle descendant de formation galactique, dans lequel les fragmentations de condensations supergalactiques deviennent des protogalaxies. La formation de concentrations planes comprimerait le gaz par des ondes de choc générées pendant l’effondrement, en augmentant la température.
À un niveau supérieur, l’effondrement des plus grandes structures selon l’Approximation de Zeldovitch est connu sous le nom de « crêpes de seconde génération », ou « supercrêpes ». À un niveau encore supérieur, il existe une transition vers un modèle de regroupement hiérarchique dans lequel existe une hiérarchie des structures d’effondrement. L'Approximation de Zeldovitch Tronquée a permis l’application de la méthode à ces modèles hiérarchiques de structures cosmologiques, ou modèles montants. Cette approche tronque le spectre de fluctuation de loi de puissance à de grandes valeurs de k avant d’appliquer l’Approximation de Zeldovitch. On a également montré que l’Approximation de Zeldovitch s’applique dans le cas d’une constante cosmologique différente de zéro.
Le premier exemple d’une crêpe de Zeldovitch a peut-être été identifié en 1991, par le Very Large Array au Nouveau-Mexique,.